# Adept magii
Adept magii (ang. Magician: Apprentice) – pierwsza część Sagi o wojnie światów amerykańskiego pisarza Raymonda E. Feista. Poznajemy w niej losy dwóch chłopców Puga oraz Tomasa mieszkających w znajdującym się na rubieżach Królestwa Wysp mieście Crydee. Już niebawem trafią oni w wir wydarzeń nadchodzącej inwazji ze strony obcej cywilizacji, pragnącej podbić ziemie Midkemii. Bieg wydarzeń sprawia, iż nierozłączni dotąd przyjaciele będą zmuszeni samodzielnie zmierzyć się nie tylko z potężnym najeźdźcą, lecz także z własnymi słabościami.